# Kefalochóri (ort i Grekland, Epirus)
Kefalochóri (Kefalochori, Νέα Λυκορράχη) är en ort i Grekland.   Den ligger i prefekturen Nomós Ioannínon och regionen Epirus, i den nordvästra delen av landet, 300 km nordväst om huvudstaden Aten. Kefalochóri ligger 704 meter över havet och antalet invånare är 153.
Terrängen runt Kefalochóri är kuperad söderut, men norrut är den bergig. Kefalochóri ligger nere i en dal. Runt Kefalochóri är det mycket glesbefolkat, med 6 invånare per kvadratkilometer. Närmaste större samhälle är Samarína, 18,8 km sydost om Kefalochóri. I omgivningarna runt Kefalochóri växer i huvudsak blandskog.